# Pontiac Trans Sport
Pontiac Trans Sport a jeho sourozenci, Chevrolet Lumina APV a Oldsmobile Silhouette, jsou modely minivanů, které debutovaly s radikálním designem na podzim roku 1989 jako modely pro rok 1990.

## Vývoj
Trans Sport a jeho sourozenci byly vyrobeny General Motors jakožto konkurence minivanům od Chrysleru. Větší vozy Chevrolet Astro a GMC Safari patřily do jiné kategorie a tudíž oslovovaly i jiné zákazníky a prodejům populárních Chryslerů příliš neubližovaly.

## Původní koncept

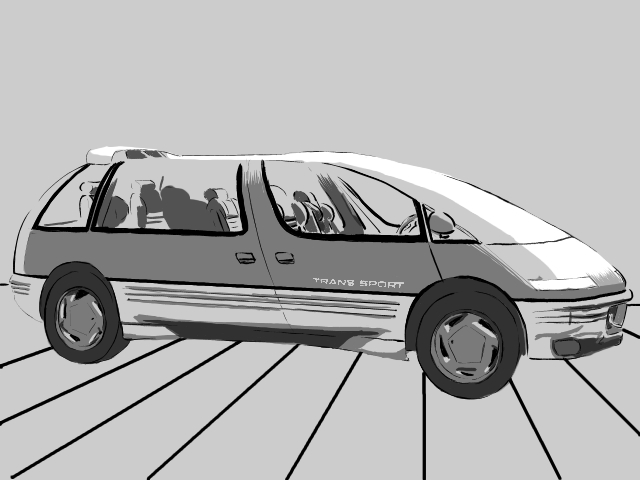
Pontiac Trans Sport (koncept z roku 1986)

Koncept Trans Sportu, poprvé ukázán veřejnosti v roce 1986, byl velmi dobře přijat. Měl velmi futuristický design s rozsáhlým použitím skla, odnímatelná sedadla s vestavěnými stereo reproduktory, zadní dveře ve stylu "racčích křídel" a vestavěný Nintendo Entertainment System.
Díky vřelému přijetí konceptu se GM rozhodlo vůz převést do sériový podoby pro rok 1987. Nicméně, jak to u konceptů často bývá, design a většina funkcí prezentovaných na konceptu se do sériové výrovy nedostaly. Racčí křídla byly příliš drahé na výrobu a pravděpodobně by se nedaly otevřít v běžných garážích. Skleněná střecha byla příliš těžká a příliš drahá, takže sériové vozidlo mělo pouze lesklé černě lakované panely na střeše připomínající střechu z konceptu.
Chevrolet a Oldsmobile také dostaly své verze minivanů založených na Trans Sportu s cílem pokrýt co nejširší spektrum potenciálních zákazníků. Chevrolet Lumina APV měla být cenově dostupná verze, Trans Sport měla být verze sportovní a Oldsmobile Silhouette měl sloužit jako prémiová verze minivanu. Trans Sport, Lumina APV a Silhouette se začaly vyrábět v prosinci 1989 jako vozy modelového roku 1990.

## Kritika a prodeje

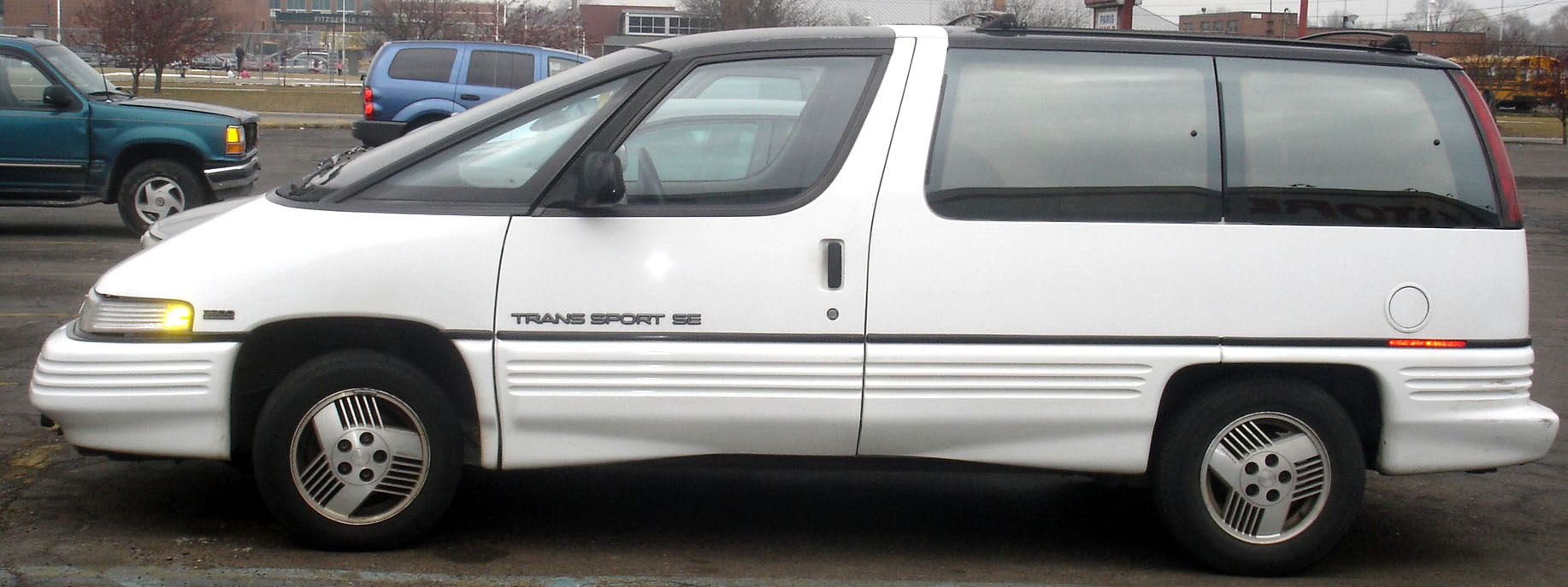
Trans Sport přezdívaný "vysavač".

V době kdy byli Pontiac Trans Sport a jeho sourozenci navrhováni se nikdo nesnažil vytvořit elegantní nebo sportovní minivan a GM myslelo, že to představuje potenciálně velký segment trhu, který ve třídě minivanů nezastupuje ani Chrysler. Proto své minivany stylizoval mnohem nižší a uhlazenější než kterákoli z konkurenčních značek na trhu. Extrémně velké, dlouhé a šikmé čelní sklo a výsledná dlouhá vzdálenost k spodku čelního skla z pozice sedadla řidiče způsobovala nepříjemný zážitek z jízdy, dokud si člověk na tyto neobvyklé proporce nezvykl. Automobilové časopisy pokřtily nové minivany jako "dustbusters" - ruční vysavače - které s minivany sdílí podobný boční profil. Kritici odsoudili vozidlo jako jeden z nejošklivější designů všech dob.
První motor v těchto minivanech byl slabý 3,1 litrový šestiválec, který produkoval pouhých 120 koňských sil (89 kW) a na pohon poměrně těžkých vozů nestačil. V roce 1992 se Trans Sport a jeho sourozenci dočkali 3,8 litrového motoru s výkonem 170 koňských sil (127 kW) za příplatek, který vozy dělal nejsilnějšími a nejlépe ovladatelnými minivany na tehdejším trhu.
V reakci na kritiku designu se Trans Sport a Lumina APV dočkaly roku 1994 faceliftu, při kterém jim byla zkrácena příď o 76 milimetrů.
V Evropě, která si zvykla na elegantní a futuristické minivany díky Renaultu Espace, nebudil design žádné pozdvižení a tržby byly slušné, takže bylo rozhodnuto v Evropě zachovat původní tvar před faceliftem, čehož Pontiac docílil pouze změnou loga na Oldsmobilu Silhouette, který faceliftem neprošel. Na evropském trhu byl taky od roku 1995 dostupný 1,9 litrový dieselový motor s turbem od koncernu PSA, který ale produkoval slabých 90 koní (67 kW).

## První generace

### 1990
- Začátek prodeje první generace.
- K dispozici výbavy Trans Sport a Trans Sport SE.
- Zahájen prodej v Evropě s menšími rozdíly exteriéru kvůli bezpečnostním regulacím, stejně jako s rozdílným motorem a převodovkou vhodnými pro Evropu. V některých zemích se prodává pod značkou Opel.

### 1992
- Přerušení výroby nepopulární základní výbavy, nahrazena sportovní výbavou GT.
- Nový motor V6 spolu s 4stupňovou elektronicky řízenou automatickou převodovkou Hydra-Matic 4T60. Standardní na výbavě GT, u SE za příplatek.
- Kožená sedadla za příplatek pro výbavu GT.
- Zvětšeny zpětná zrcátka, přidána funkce sklápění.
- Vylepšeny brzdy a přidání ABS.

### 1993
- Kvůli nízkým prodejům je z nabídky vypuštěna výbava GT.
- Modernizace interiéru

### 1994

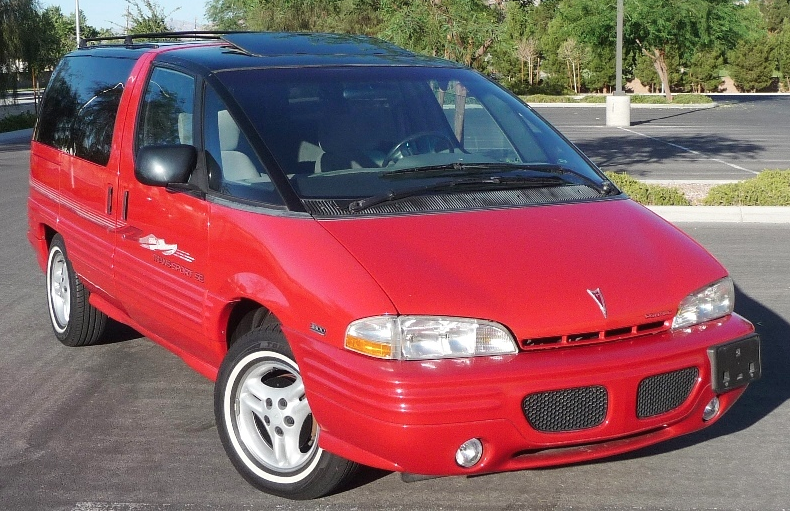
Pontiac Trans Sport SE (1995)

- Facelift vozu, příď je zkrácena o 76 milimetrů a přední světla nahrazeny modernějšími světly z vozu Pontiac Bonneville.
- Přidány zadní posuvné dveře
- K dispozici za příplatek kontrola trakce
- Přidán airbag ve volantu pro řidiče

### 1996
- 3,1 litrový a 3,8 litrový motor vypuštěn z nabídky, k dispozici poté jen 3,4 litrový.

## Druhá generace

### 1997-1999
V roce 1997 se Trans Sport a jeho sourozenci dočkali druhé generace, která změnila tvar vozů z kontroverzní snahy o unikátnost na klasické konvenční minivany, které velmi připomínaly největší konkurenty od Chrysleru, Dodge Caravan a Plymouth Voyager, vozy které tehdy ovládaly 50% trhu s minivany.V roce 1999 byl vůz přejmenován na Pontiac Montana.

### Bezpečnost

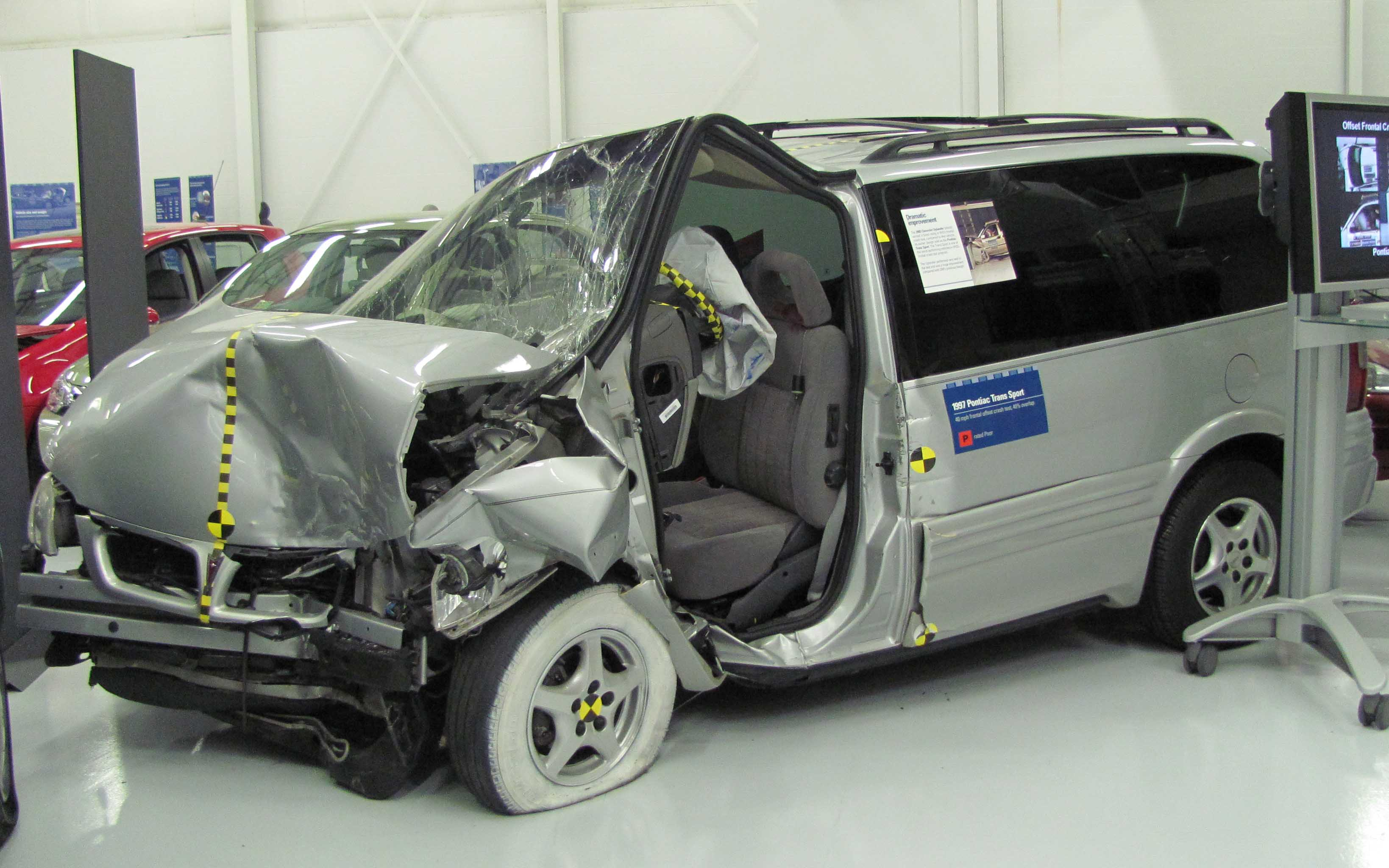
Trans Sport po crash testu v roce 1997

Vozidlo nárazovou zkouškou prošlo v roce 1997, při které si nevedlo vůbec dobře. Od IIHS si vysloužilo pouze "Slabé" hodnocení a životu nebezpečný byl už náraz v pouhých 64 km/h. 

### Evropa

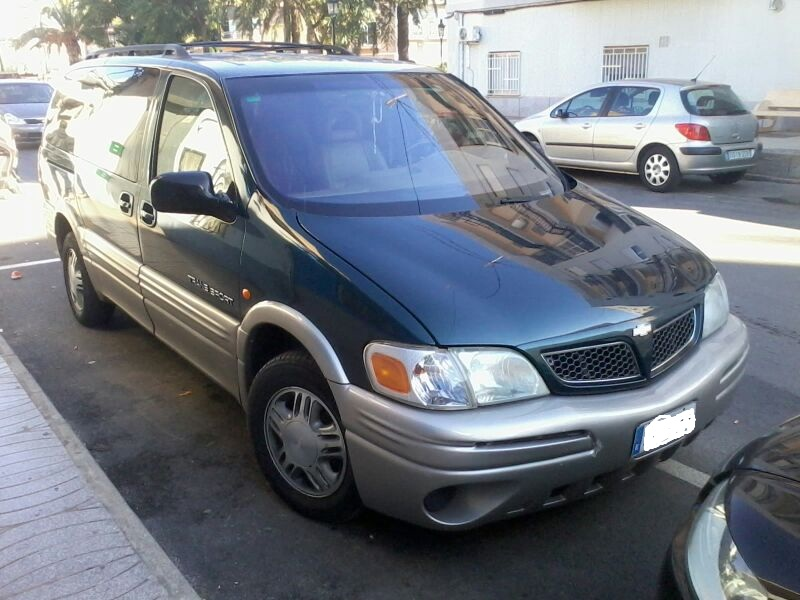
Chevrolet Trans Sport

Tato generace Trans Sportu se v Evropě prodávala pod značkou Chevrolet, společně s příbuznými minivany Opel/Vauxhall Sintra, které používaly stejnou platformu. Prodeje nebyly nijak oslnivé, velmi se vozidlu ovšem dařilo na trhu ve Švédsku, kde bylo nějakou dobu dokonce nejprodávanějším minivanem. V Evropě se vozy prodávaly až do roku 2007.